# برنو (بازیکن فوتبال، زاده ۱۹۹۹)
برنو (انگلیسی: Brenno؛ زادهٔ ۱ آوریل ۱۹۹۹) بازیکن فوتبال اهل برزیل است.
از باشگاه‌هایی که در آن بازی کرده‌است می‌توان به باشگاه فوتبال گرمیو اشاره کرد.
وی همچنین در تیم ملی فوتبال زیر ۲۳ سال برزیل بازی کرده‌است.